# Nicella hebes
Nicella hebes är en korallart som beskrevs av Stephen D. Cairns 2007. Nicella hebes ingår i släktet Nicella och familjen Ellisellidae. Inga underarter finns listade i Catalogue of Life.